# 霍尔根采尔
霍尔根采尔是德国巴登-符腾堡州的一个市镇。总面积56.15平方公里，总人口4931人，其中男性2531人，女性2400人（2011年12月31日），人口密度88人/平方公里。